# Deutsche Hochschule für Gesundheit und Sport
Die DHGS Deutsche Hochschule für Gesundheit und Sport (vormals: H:G Hochschule für Gesundheit & Sport, Technik & Kunst) ist eine staatlich anerkannte, private Fachhochschule mit Hauptsitz in Berlin. Weitere Studienzentren befinden sich in Ismaning, Unna, Frankfurt am Main, Mannheim, Stuttgart, Hamburg, Köln, Leipzig sowie in Österreich Innsbruck und Wien. Die DHGS wurde im Jahr 2007 gegründet und bietet Studiengänge aus den Fachbereichen Psychologie, Gesundheit und Sport an. Träger ist die DHGS Deutsche Hochschule für Gesundheit und Sport GmbH (Berlin).

## Studienkonzept
Die Hochschule verfolgt ein semi-virtuelles Studienkonzept. Im Regelfall belegen die Studierenden in jedem Semester fünf Module. Diese Module sind jeweils als vierwöchige Blöcke angelegt und werden nacheinander abgehalten. Jedes Modul gliedert sich in eine virtuelle Phase und eine Präsenzphase. Dieser Ansatz der Wissensvermittlung wird als Blended Learning bezeichnet. In der virtuellen Phase des Moduls, die sich über die ersten drei Wochen erstreckt, nutzen die Studierenden die Online-Lernplattform, virtuelle Klassenzimmer und Sprechstunden, um sich Wissen anzueignen. Als Basis dienen Kurse auf der Lernplattform, die das virtuelle Selbststudium der Studierenden mithilfe geeigneter wissenschaftlicher Literatur, multimedialer Inhalte (Videos, Präsentationen) und Lernerfolgskontrollen strukturieren. In der vierten Woche finden zwei Präsenztage statt, bei denen Studierende und Dozierende das erworbene Wissen in praxisnahen Übungen zur Anwendung bringen. 

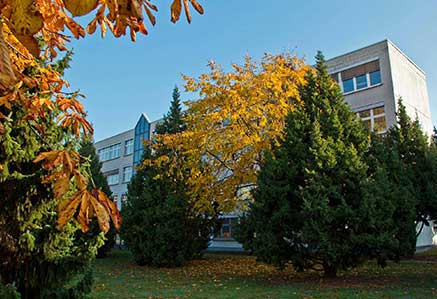
Hauptstandort Berlin

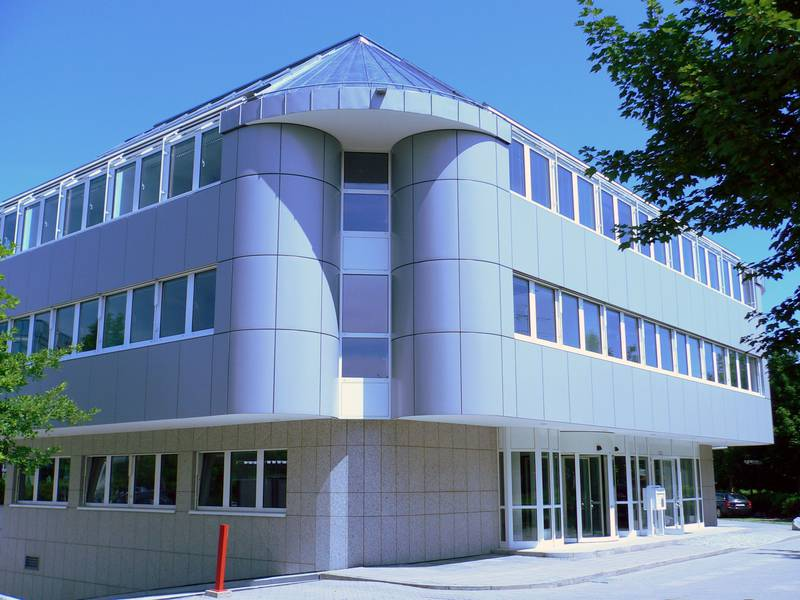
Hochschulcampus Ismaning

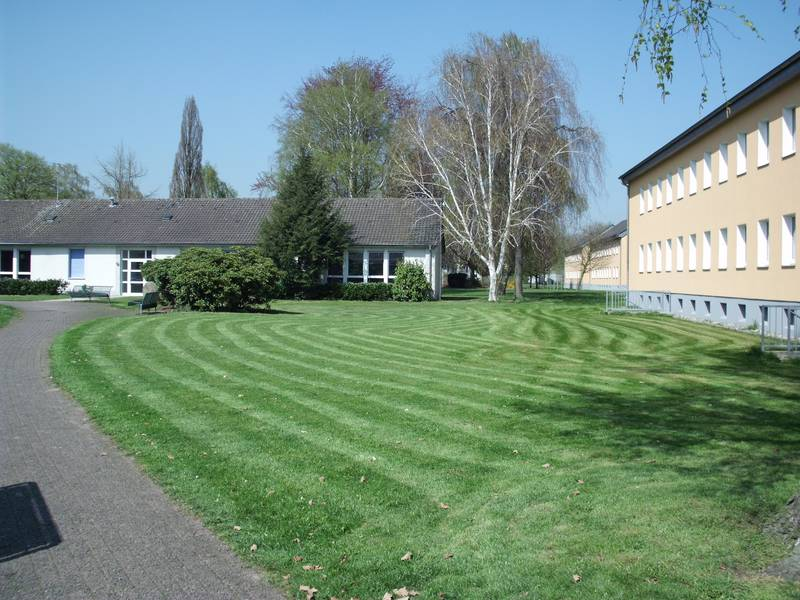
Hochschulcampus Unna

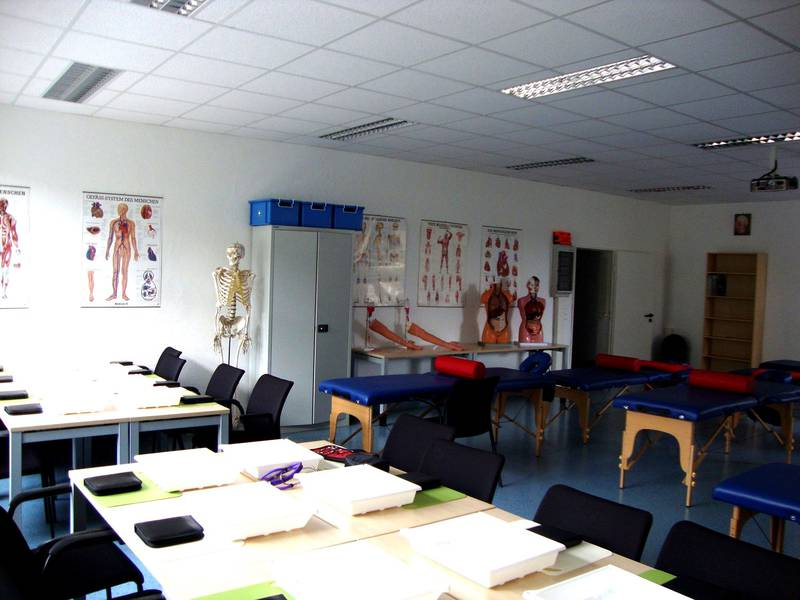
Seminarraum Campus Berlin

## Studiengänge
Die Hochschule bietet Bachelor- und Masterstudiengänge in den Fachbereichen Psychologie, Gesundheit und Sport an. Je nach Studiengang können die akademischen Grade Bachelor of Science, Bachelor of Arts, Master of Science oder Master of Arts erworben werden.
Gesundheitsfachberufe
- Medizinpädagogik B.A.
- Physician Assistance B.Sc.
- Physiotherapie B.Sc.
- Pflege B.Sc.

Fakultät Psychologie
- Angewandte Psychologie B.Sc. (mit den Schwerpunkten Suchtpsychologie, Interkulturelle Psychologie, Kinder- und Jugendpsychologie, Beratungspsychologie sowie Umweltpsychologie & Nachhaltigkeit)
- Life Coaching B.Sc.
- Angewandte Psychologie M.Sc. (mit den Schwerpunkten Positive Psychologie, Gesunde Arbeit & Employer Branding, Sportpsychologie, Systemische Beratung)
- Positive Psychologie & Coaching M.A.

Fakultät Sport
- Sport- & angewandte Trainingswissenschaft B.A.
- Fitnesstraining und Management B.Sc.
- Soziale Arbeit & Sport B.A.
- Soziale Arbeit B.A.
- Sportwissenschaft M.A.

## Staatliche Anerkennung und Akkreditierung
Die Berliner Senatskanzlei Wissenschaft und Forschung hat der DHGS Deutschen Hochschule für Gesundheit und Sport die staatliche Anerkennung ausgesprochen. Gleichzeitig wurde die Hochschule durch den Wissenschaftsrat institutionell akkreditiert. Seit September 2015 ist die DHGS zunächst durch die FIBAA, anschließend durch ACQUIN systemakkreditiert.

## Kooperationspartner
Langfristige Kooperationen bestehen unter anderem mit:
- dgpp Deutsche Gesellschaft für Positive Psychologie
- Hochschule für angewandtes Management
- TU Kaiserslautern
- Thompson River University
- Institut für angewandte Trainingswissenschaften
- Bayerischer Tennis-Verband
- Olympiapark München
- Sportschule Oberhaching
- Malteser Hilfsdienst
- Unfallkrankenhaus Berlin
- Bundesministerium für Gesundheit
- Grand City Hotels